# نبر
النَّبْرُ (بالإنجليزية: stress) في علم الصوتيات أو تجويد القرآن ظاهرة صوتية دقيقة تهدف إلى إبراز الصوت على مقطع من الكلمة. وهو أشيع في اللغات الغربية منه في العربية، بحيث يمكن أن يتغير معنى الكلمة في تلك اللغات بتغير موقع النبر، أما في العربية فلا يغيِّر النبر المعنى، لكنه يساعد السامع على الفهم.

## مثال
في جملتي (جاء معلم العربية) و(جاء معلمو العربية)، يخطئ العامَّة في قراءة الجملة الثانية مع واو بعد الميم في كلمة معلمو هكذا: «مُ عل لِ مولْ عَ رَ بيّ يَ ةِ». ولذلك في حالة القول أنه جاء معلمو العربية (دون استعمال النبر) فلن يعلم أنك تتحدث عن جمع من المعلمين بل يظنك تتحدَّث عن معلم واحد. 
وهنا يأتي النبر ليفرق بين الجملتين: في الجملة الأولى النبر على المقطع «عل» (وربما يضعه البعض على المقطع «ل»)؛ وفي الجملة الثانية النبر هو على المقطع «مُل» ليدل على أن أصلها «مول» ولكن حذفت الواو لمنع توالي الساكنين على الواو واللام، فتلفظ «مل» في الجملة كما تُلفظ كلمة كلْ في قولك «كل ما شئت واشرب ما شئت» وليس كما تلفظ مقطع «كل» بقولك «لا تَشكُ الفقرَ بل حاربه».
ومن الأمثلة في القرآن الكريم قوله تعالى «واستبقا الباب» فيحسن النبر على «قا» لتفريق «استبقا» عن «استبق». وقوله تعالى «فسقى لهما» فيحسن فيه النبر على السين وليس «قى» لكي يعرف السامع أن المقصود أن موسى سقى الأغنام للمرأتين، ولا يتوهم أن «فسقى» هي «فَسَقَا» أي أن هناك اثنين أصبحا فاسقين. واهتم علماء العَروض أيضًا بالنبر وذلك لأنه يحدد أحيانًا وزن البيت، غير أن هناك معايير غير النبر تحدِّد بدقة علم البحور الشعرية.

## النبر في اللغة العربية

### نبر الجـُمَل أو السياق
وهو أن يميّز المتكلم – أثناء كلامه - كلمة (برمّتها)، فيزيد من نبرها، للإشارة إلى غرض خاص؛ فمثلا: (هل سافر أخوك؟) فحين نَنْبر في كلمة (سافر) في هذه الجملة؛ ربما يكون المعنى أنّ المتكلم يشك في حدوث السفر من أخي السامع، أما إذا ضغطنا على كلمة (أخوك) فُـهم من الجملة أننا لا نشكّ في السفر، إنما الذي نشك فيه هو المسافر نفسه، فربما كان أباه أو عمَّه أو غيرهما – لا أخاه. وأما إذا ضغطنا في كلمة (أمس) فُهم من الجملة أن الشك في تاريخ السفر.

#### موقع النبر في الكلمات والجمل
لا تكاد تخلو من النبر جميع اللغات، ولكن ينبغي أن نعلم أنّ هناك اختلافات في مواقع النبر في مقاطع كلمات هذه اللغات، فبعضها يخضع نبر كلماتها لقواعدَ معيّنة كاللغة العربية مثلا، وبعضها يقع النبر في المقطع الأخير من كلماتها دائما؛ كاللغة الفرنسية، كما يقع في المقطع الأول لكلمات بعضها كاللغة التشيكية، ومنها ما لا يخضع النبر فيها لأية قاعدة، بل يُحفظ الموقع لكل كلمة على حدة؛ كما في اللغة الإنكليزية.
فمعرفة مواقع النبر – إذن - له أهمية كبيرة، وخاصة في اللغات الضاغطة كاللغة الإنكليزية، حيث يمكن اضطراب المعنى في هذه اللغة بمجرد تغيير موقع النبر في مقطع من مقاطع الكلمة؛ فإذا نبرت في أولها دلّت على شيء، وإذا نبرت في مكان آخر دلّت على معنى آخر؛ فمثلا الكلمات: Torment, Agument، لا فرق بينهما إلا في اختلاف موضع النبر. وأما بخصوص لغات غير ضاغطة كالعربية الفصحى مثلا، فقد يرى محمد الأنطاكي أنّ النبر في مقاطع كلماتها لا يغيّر معناها، اللهم إلا في نبر الجمل، فإنه كثيرا ما يدل على الرغبة في التأكيد أو الإشارة إلى غرض خاص، كما مثلنا سابقا.

### درجات النَّبر
وَفقًا للبروز والوضوح السمعي فإن للنبر درجتين، وهما:
- النّبر الرئيسي، أو الأولي: وهو يقع على المقطع الأخير في الكلمة، مثل: انطلاق، استقال؛ أو ما قبل الأخير في الكلمة، مثل: حزب، علم. وهناك الذي يسبق ما قبل الأخير، إذا كان واقعا مع ما قبله في مثل: علَّمَكْ.
- النّبر الثانوي: فهو يوجد في الكلمات المتكونة من مقطعين فأكثر، فهو يقع على المقطع الذي يسبق المنبور نبرا أوليا، إذا كان الصوت المنبور نبرا ثانويا طويلا، نحو (ولا الضالين)؛ والمقطع السابق للمقطع المنبور، ويليه مقطع منبور نبرا أوليا، نحو: (علّمناه)؛ والمقطع المنبور نبرا أوليا، تكون نسقا أصواتيا، نحو: (ما عرفناهم).

### النبر في العربية الفصحى
يظهر الفرق بين هذه اللغات هو استعمال النبر مَلمحا تمييزيا أو ملمحا غير تمييزي. وقد أثبت معظم العلماء وجود النبر في الكلمات العربية القديمة، إلا أنّ معرفة حالته في ذلك الوقت، أو معرفة أماكنه المحدَّدة في مقاطع الكلمات هو المعدوم؛ وسبب ذلك – كما ذكر إبراهيم أنيس ومحمد الأنطاكي – هو عدم تعرض أحد من المؤلفين القدماء لهذا الموضوع، وهذا الإغفال ناشئ عن عدم شعورهم بأي أثر للنّبر في تحديد معاني الكلمات العربية. وذهب العلماء إلى أنّ نبر الكلمة في العربية الفصحى ليس له أثر في تحديد المعنى. وهناك أمثلة كثيرة طرحها أحمد المختار عمر، للمناقشة والبحث في ذات الموضوع والتي نلتمس- من خلالها– كيف يؤثر النبر في تحديد معاني كلمات العربية الفصحى، ومن هذه الأمثلة، قولهم: (كريمُ الخلق) – (كريمُو الخلق) فالتمييز بين المفرد والجمع– هنا- كان بوضع النبر مع المفرد على المقطع الأول، ومع الجمع على المقطع الثالث.